# Имагава Јошимото
Имагава Јошимото (1519-1560) био је истакнути јапански великаш и војсковођа у периоду Сенгоку. У историји је остао запамћен као непријатељ Ода Нобунаге, првог ујединитеља Јапана, у бици код Окехазаме (1560).

## Биографија
Имагава Јошимото био је син Имагава Уџичике, гувернера провинција Суруга, Тотоми и Микава, из старе аристократске породице са престоницом у замку Сумпу у Суруги, која је била у сродству са шогунима из породице Ашикага. Наследио је оца 1536. након кратке борбе за власт унутар клана. 

### Рат са кланом Ода
Године 1542. покушао је да прошири породичне поседе на запад, у провинцију Овари, али је одбијен у првој бици код Азукизаке од снага које је предводио Ода Нобухиде, отац Ода Нобунаге. Заузврат, Нобухиде је опустошио западне области провинције Микава и опсео замак Уено, који се с муком одбранио.
1549. Ода Нобухиде је опсео замак Оказаки у западној Микави, престоницу клана Мацудаира, савезника клана Имагава. Вођа клана, Мацудаира Хиротада, затражио је помоћ од Јошимота и заузврат му послао за таоца свог шестогодишњег сина, Мацудаира Мотојасуа, кога су успут отели Нобухидеови људи, али Хиротада није пристао да преда Оказаки у замену за сина. Имагава Јошимото му је ипак дошао са војском у помоћ и исте године нанео је Нобухидеу тежак пораз у другој бици код Азукизаке, уз помоћ свог стрица, талентованог војсковође и Зен монаха Сесаи Чоро-а, који је запосео Оказаки након Хиротадине смрти (1549). Након Нобухидеове смрти (1552), Сесаи је опсео замак Анџу и заробио Нобухидеовог (ванбрачног) сина Ода Нобухиро-а, кога је разменио за младог Мацудаира Мотојасуа. Деветогодишњи Мотојасу, који је сада био законити вођа свог клана, послат је као почасни талац у Сунпу, док су његовим поседима за то време управљали Јошимотови намесници.

### Мали Кјото
Јошимото је био човек великих амбиција и широке културе, који је штитио песнике и уметнике и уживао у церемонији чаја: његов замак Сунпу на обали мора, у подножју планине Фуџи, био је због своје раскоши и опонашања дворског церемонијала познат као Мали Кјото. Сам Јошимото био је више политичар него ратник: он је правио планове и склапао савезе, док је борбу препуштао рођацима и оданим вазалима. Када је Сесаи Чоро умро (1555), млади Мацудаира Мотојасу почео је да се бори у Јошимотовој служби: прву победу постигао је 1558, када је преотео замак Терабе од побуњених вазала који су прешли на Нобунагину страну.

### Поход на Кјото и смрт
До 1560. Јошимото се осетио довољно снажним да оствари своју амбицију: да освоји Кјото и постави свог кандидата на место шогуна. У пролеће 1560. његова војска, сакупљена из три провинције и у то време далеко највећа у Јапану, кренула је на запад и продрла у Овари, који је у то време после седмогодишње борбе управо ујединио Нобухидеов наследник, Ода Нобунага. Лако заузимање пограничних тврђава успавало је Јошимотову опрезност, и он је неопрезно зауставио своју војску и наредио одмор у малој пошумљеној долини испод брда званог Окехазама, усред непријатељске територије, како би уживао у церемонији прегледања непријатељских глава. Ту га је 19. маја око 14 часова усред изненадне олује напала мала, али изванредно покретна и дисциплинована Нобунагина војска: логор је заузет на препад и већина војске растерана, а Јошитомо је убијен у борби након храброг отпора неколико стотина највернијих следбеника.